# Carnotzet

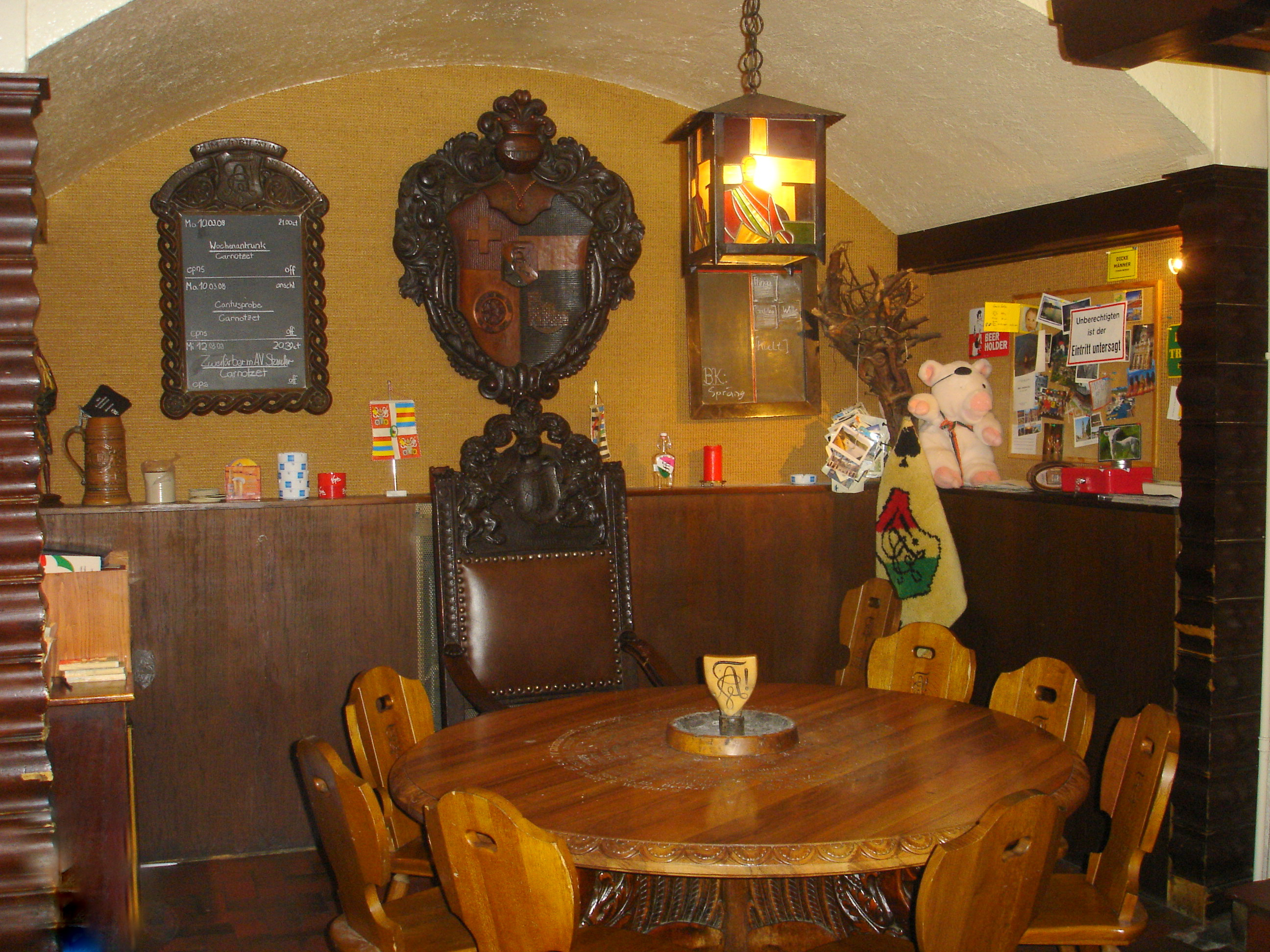
Das Carnotzet der AKV Alemannia im Dezember 2009

Carnotzet (auch Carnotset geschrieben) ist ein in der Romandie verwendeter Begriff für ein kleines Kellergewölbe oder einen rustikal eingerichteten Raum im Untergeschoss, in welchem Wein gelagert und unter Freunden degustiert wird. Dazu können auch einfache und für die Region typische Speisen wie getrocknetes Fleisch, Käse, Brot, Raclette und Ähnliches gereicht werden.

## Geschichte
Das Carnotzet ist von „karnótsè“ abgeleitet, einer Dialektform des regionalen Französischen, das die Bedeutung von Kasten, Abteil, Versteck, kleines Reduit, in dem Weinflaschen aufbewahrt werden, hat. Der Begriff war 1866 noch nicht verzeichnet, tauchte aber 1894 in der Form carnotset3 auf.
Der Begriff und das Konzept tauchten 1894 auf der Exposition cantonale vaudoise in Yverdon-les-Bains auf. Diese Handels- und Landwirtschaftsmesse eröffnete im Untergeschoss ihrer Kantine einen kleinen, getäfelten und rustikal eingerichteten Raum, der als geselliger Ort diente und von der Leitung der Veranstaltung ausgiebig genutzt wurde. Der Erfolg war überwältigend und das Konzept verbreitete sich rasch.
Auch die Schweizerische Landesausstellung, die 1896 in Genf stattfand, hatte in ihrem Schweizer Dorf ein Carnotzet, das in einer Nachbildung des Waadter Gasthauses in Valeyres-sous-Rances untergebracht war.
Ab den 1930er Jahren beschleunigte sich die Verbreitung des Carnotzet durch das Comptoir Suisse. Von nun an besaßen die meisten Waadter Institutionen wie der Staatsrat oder der Große Rat und sogar das Kantonsspital ein Carnotzet, ebenso wie einige Cafés und öffentliche Einrichtungen. So wirbt das Restaurant Les Palmiers in Lausanne bereits in einer Werbung aus dem Jahr 1933 für sein Carnotzet.